# Ivan Ivanovič Möller-Sakomelsky
Ivan Ivanovič Möller-Sakomelsky (1725 – Kilija, 10 ottobre 1790) è stato un generale russo tra i principali teorici della riforma dell'artiglieria in Russia alla fine del settecento.

## Biografia
Nato col nome di Johann Möller in una famiglia di ascendenza tedesca e di religione luterana ma trasferita in Russia, Ivan entrò nell'esercito russo nel 1739 come artigliere e nel 1752 ottenne il grado di ufficiale. Nel 1759 venne promosso al rango di tenente colonnello e combatté nel corso della guerra dei Sette anni. All'assedio di Kolberg del 1761 si distinse come comandante dell'artiglieria al servizio del generale Rumyantsev, e successivamente gli venne affidato il non facile compito di organizzare e comandare una delle prime unità di fanteria leggera dell'esercito russo. Nell'aprile del 1773 venne promosso al rango di tenente generale.
Come ufficiale anziano del corpo di artiglieria, Möller venne nominato membro della Cancelleria per l'Artiglieria e le Fortezze dell'esercito russo nel 1772. Dopo la morte del principe Grigorij Grigor'evič Orlov nel 1783, Möller gli succedette come Feldzeugmeister, comandante di tutta l'artiglieria dell'esercito imperiale russo e promosso al rango di generale in capo.
Con lo scoppio della guerra con l'Impero ottomano nel 1787, il principe Grigorij Aleksandrovič Potëmkin chiese a Möller di portarsi presso la base di Ekaterinoslav e di assisterlo nella pianificazione dell'assedio di Ochakov. Dopo che la fortezza strategica venne catturata nel 1789, Möller ottenne l'Ordine di Sant'Andrea e l'Ordine militare di San Giorgio di II classe oltre al titolo di barone Möller-Sakomelsky dal nome del feudo assegnato.
Durante la campagna militare del 1790, ottenne il comando di un corpo d'armata incaricato di assaltare la fortezza di Kijlia. Durante questo tentativo, Möller venne ferito mortalmente e morì poi il 10 ottobre. Il generale Ivan Vasilievič Gudovič gli succedette al comando dell'esercito e catturò la città alcuni giorni dopo.
Dei suoi numerosi figli, due divennero generali dell'esercito imperiale russo. Igor (1767-1830) fu comandante di cavalleria durante le guerre napoleoniche, mentre Pyotr (1755-1823) fu addirittura ministro della guerra dal 1819 al 1823.

## La riforma dell'artiglieria russa
Möller-Sakomelsky è considerato ancora oggi come uno dei più importanti riformatori dell'artiglieria dell'esercito imperiale russo sul finire del Settecento. Fu il supervisione della rifusione dei cannoni che, secondo le sue indicazioni, vennero realizzati più leggeri e più facilmente spostabili, ma non per questo meno potenti. Nel giugno del 1788 scrisse un Supplemento per artiglieri spiegando il miglior modo per utilizzare i nuovi cannoni di sua progettazione contro le forze turche, aggiornando le tattiche dell'esercito russo che erano in arretrato di almeno tre decenni.